# Campiglossa argentata
Campiglossa argentata är en tvåvingeart som först beskrevs av Munro 1957.  Campiglossa argentata ingår i släktet Campiglossa och familjen borrflugor. Inga underarter finns listade.